# Chatsworth (Geórgia)
Chatsworth é uma cidade localizada no estado americano de Geórgia, no Condado de Murray.

## Demografia
Segundo o censo americano de 2000, a sua população era de 3531 habitantes.
Em 2006, foi estimada uma população de 4033, um aumento de 502 (14.2%).

## Geografia
De acordo com o United States Census Bureau tem uma área de
12,3 km², dos quais 12,2 km² cobertos por terra e 0,1 km² cobertos por água. Chatsworth localiza-se a aproximadamente 251 m acima do nível do mar.

## Localidades na vizinhança
O diagrama seguinte representa as localidades num raio de 28 km ao redor de Chatsworth.